# Katmai Nemzeti Park
A Katmai Nemzeti Park és Vadrezervátum az Alaszkai-félszigeten helyezkedik el, a Kodiak-szigettel szemközt. Területe 19 122 km², melynek nagy része vadonnak van nyilvánítva (13 696 km²). A park központja King Salmon városában található, légvonalban 466 km-re délnyugatra Anchorage-tól.
1918. szeptember 24-én nemzeti emlékparkot alapítottak a területen, hogy a Novarupta vulkán 1912-es kitörése által létrehozott egyedülálló tájat, a Tízezer Füst Völgyét (Valley of Ten Thousand Smokes) megvédjék. A mintegy 100 km² kiterjedésű völgyet vulkanikus hamu tölti ki, 30-200 méter vastagságban. Nevét a kitörés után működő fumarolákról kapta. Az emlékparkot 1980. december 2-án nyilvánították nemzeti parkká.
Napjainkban legalább tizennégy aktív vulkán található a parkban. Állatvilágának legismertebb képviselői a barna medvék és a lazacok. A medvék legkedveltebb lazacfogó helye, a Brooks-vízesés, sok természetfotós kedvelt helyszíne.

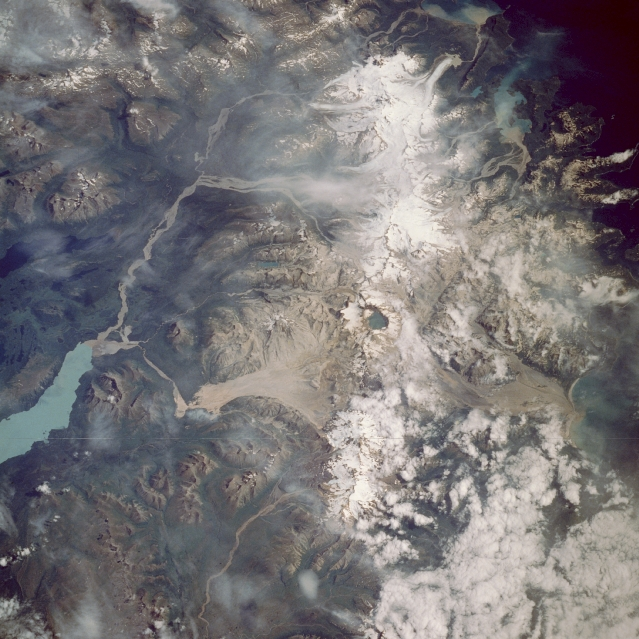
A Katmai Nemzeti Park és a Tízezer Füst Völgye az űrből

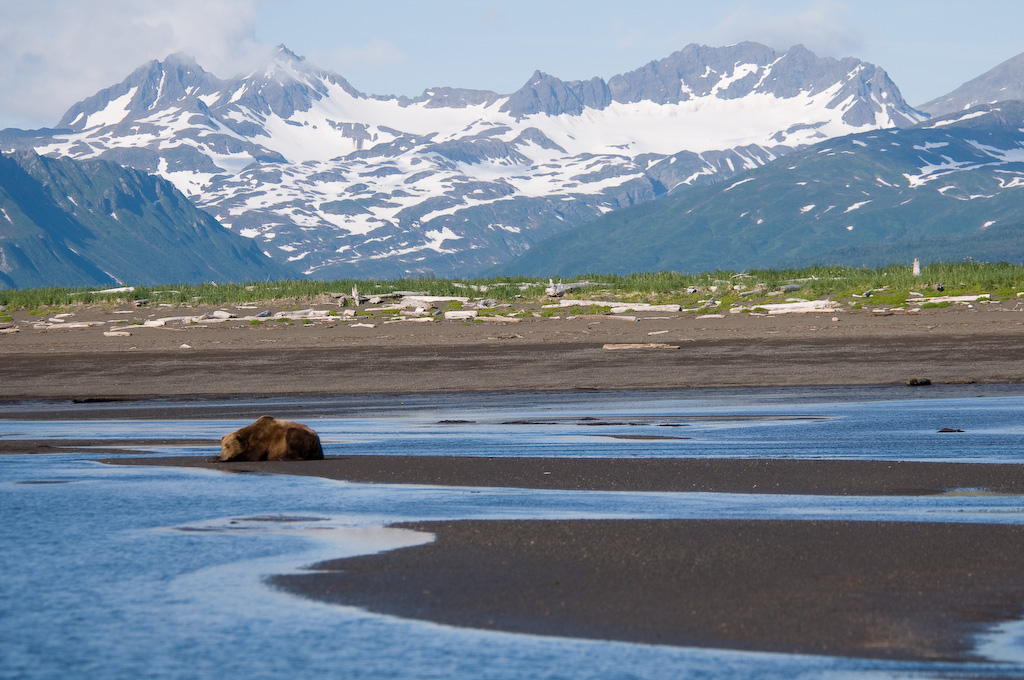
Hallo Bay

## Külső hivatkozások
- A Katmai National Park hivatalos oldala (angolul)
- Fényképek a Katmai NP-ból – Terra Galleria (angolul)
- us-national-parks.net – Katmai NP Archiválva 2005. január 23-i dátummal a Wayback Machine-ben (angolul)
- A XX. század legnagyobb vulkánkitörése Harangi Szabolcs cikke a Természet Világa 2012 évi 8. számban.